# Ахмат Тауэр
«Ахма́т Та́уэр» (официально многофункциона́льный высо́тный ко́мплекс «Ахма́т Та́уэр») — запланированный 102-этажный небоскрёб высотой 435 метров в центральной части города Грозного, на берегу реки Сунжа. После сооружения свай строительство было приостановлено.

## Проект
Планируется, что башня превзойдёт московский небоскрёб «Федерация» и станет самым многоэтажным и первым более чем 100-этажным зданием в России и в Европе, хотя по высоте уступит Санкт-Петербургскому небоскрёбу Лахта-центр. Название дано в честь президента Чечни Ахмата Кадырова. Проект строится на частные инвестиции, «ни одной копейки из бюджета». Это будет первый в Европе небоскрёб, построенный в зоне сейсмической активности.
Архитектурно проект напоминает чеченские средневековые сторожевые башни. Здание высотой 435 метров и общей площадью 261 679 м² расположится на участке площадью 12,5 га. Планируется, что в башне будут располагаться офисы, гостиница, рестораны, банкетные и конференц-залы, фитнес-центр с бассейном, спа-комплекс, жилые апартаменты и резиденции, музейно-выставочный комплекс имени Ахмата Кадырова.

## Архитекторы и создатели
Управление строительством осуществляет московская группа компаний «Смарт». Архитектор — американская компания Adrian Smith + Gordon Gill Architecture, специализирующаяся на проектировании высотных зданий, конструктор — американская компания Thornton Tomasetti, генеральный проектировщик — ЗАО «Горпроект».

## История
Подготовка к строительству началась в январе 2016 года. К сентябрю 2016 года были выполнены все буронабивные сваи под фундамент.
В 2021 году строительство было приостановлено «в связи с экономической ситуацией и из-за пандемии [COVID-19]». На момент приостановки строительства имелся проект здания и были сооружены 216 свай диаметром 1,5 метра и глубиной 65 метров.